# Штучний орган
Штучні органи — це створені людиною органи або тканини, які імплантуються або інтегруються в людину, взаємодіючи з живою природною тканиною, для заміни природного органу, дублювання або посилення певної функції або функцій, щоб пацієнт міг янайшвидше повернутися до нормального життя. Замінена функція не обов'язково має бути пов'язана з підтримкою життя, але часто так і робиться. Зокрема, замінені кістки та суглоби, зокрема як ті, які є в протезах кульшового суглоба, також можна вважати штучними органами. Згідно визначенн мається на увазі те, що пристрій не можна постійно прив'язувати до стаціонарного джерела живлення чи інших стаціонарних ресурсів, зокрема фільтри чи блоки хімічної обробки (періодичне швидке підзаряджання батарей, заправка хімічними речовинами та/або очищення/заміна фільтрів позбавить пристрій можливість називатися штучним органом). Це означає, що апарат для діалізу, хоча й дуже сучасний і критично важливий пристрій для підтримки життя, який майже повністю замінює функції нирок, не є штучним органом.

## Мета
Виготовлення та встановлення штучних органів, початково надзвичайно трудомісткий і дорогий процес, може проте дати багато років постійного використання, яке не може надати природний орган, зокрема:
- підтримання життєзабезпечення для запобігання неминучої смерті під час очікування трансплантації (зокрема, штучне серце);
- значне покращення здатності пацієнта до самообслуговування (зокрема, протез);
- покращення здатності пацієнта до соціальної взаємодії (зокрема, кохлеарний імплантат); або
- покращення якості життя пацієнта шляхом косметичного відновлення після онкологічної операції або нещасного випадку.

Перед використанням будь-якого штучного органу людиною майже завжди проводиться велика кількість експериментів на тваринах. Початкове тестування штучних органів на людях часто обмежується тими пацієнтами, хто або вже смертельно хворий, або вичерпав усі інші можливості лікування.

## Приклади штучних органів

### Протези

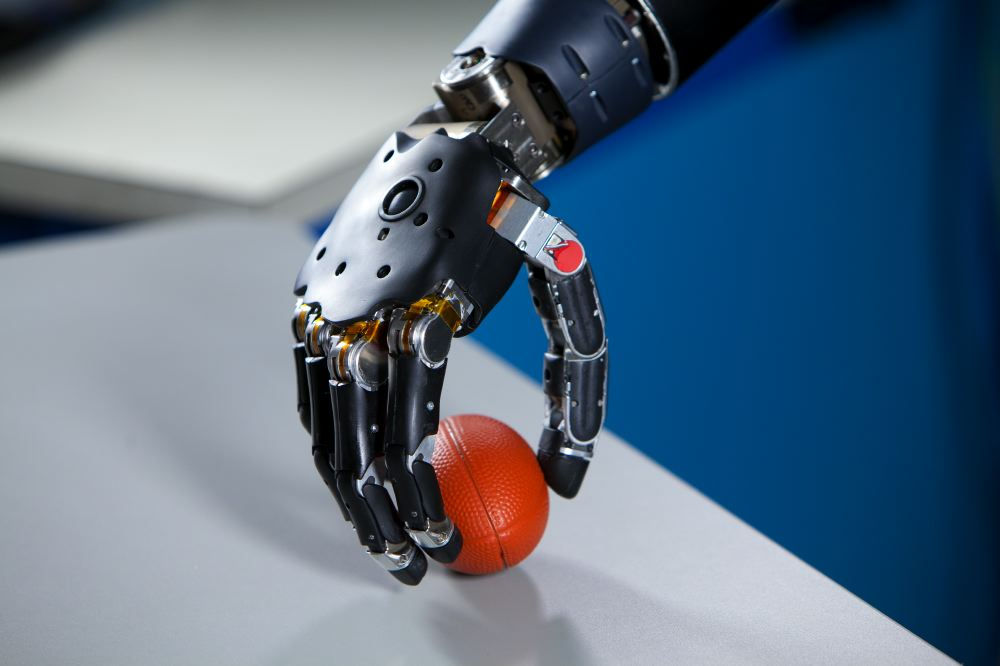
Протез руки (електронно-механічний)

Штучні руки та ноги, або протези, призначені для відновлення нормальної функції осіб з ампутованими кінцівками. Механічні пристрої, які дозволяють особам з ампутованими кінцівками знову ходити або продовжувати використовувати обидві руки, ймовірно, використовувалися з давніх часів, найвідомішим з яких є проста ніжка-кілок. Відтоді розвиток протезів стрімко прогресував. Нові пластикові та інші матеріали, такі як вуглецеве волокно, дозволили протезам стати міцнішими та легшими, обмежуючи кількість додаткової енергії, необхідної для роботи кінцівки. Додаткові матеріали дозволили протезам виглядати набагато природніше. Протези кінцівок можна поділити на протези верхніх і нижніх кінцівок, і вони можуть мати різні форми та розміри.
Нові досягнення в області протезування включають додаткові рівні інтеграції з тілом людини. Можна помістити електроди в нервову тканину, і тіло можна навчити керувати протезом. Цю технологію використовували як на тваринах, так і на людях. Протезом може керувати мозок за допомогою нейроімплантату або імплантату в будь-які м'язи.

### Сечовий міхур
До основних методів відновлення функції сечового міхура відносяться 2 методи — перенаправлення потоку сечі, або заміна сечового міхура в місці його розташування. Стандартні методи заміни сечового міхура передбачають виготовлення міхура, схожого на сечовий, із кишкової тканини. Станом на 2017 рік у клінічних дослідженнях проводилися спроби виростити сечовий міхур за допомогою стовбурових клітин, але це дослідження було лише експериментом.

### Мозок
Нейронні протези — це група пристроїв, які можуть замінити рухову, сенсорну або когнітивну модальність, яка була пошкоджена внаслідок травми чи захворювання. Нейростимулятори, включно глибокі стимулятори мозку, посилають електричні імпульси в мозок для лікування неврологічних і рухових розладів, включаючи хворобу Паркінсона, епілепсію, резистентну до лікування депресію, та інші стани, зокрема нетримання сечі. Замість того, щоб замінювати існуючі нейронні мережі для відновлення функцій, ці пристрої для усунення симптомів захворювання часто працюють шляхом втручання в роботу існуючих пошкоджених нервових центрів.
У 2013 році вчені створили міні-мозок, який копіював ключові неврологічні компоненти до ранніх гестаційних стадій дозрівання плоду.

### Печеристі тіла
Для лікування еректильної дисфункції обидва печеристі тіла можуть бути незворотно замінені хірургічним шляхом на надувні імплантати статевого члена. Це радикальне лікування, призначене лише для чоловіків із повною імпотенцією, в яких інші способи лікування були неефективними. Імплантованою помпою в пахову ділянку або калитку можна робити вручну, щоб заповнити повітрям ці штучні циліндри, які зазвичай мають розмір, який має відповідати розміру природних кавернозних тіл, з імплантованого резервуару для досягнення ерекції.

### Вухо

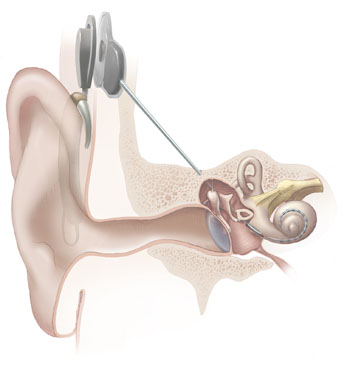
Приклад кохлеарного імплантату

У випадках, коли в особи наявна глибока глухота або значне порушення слуху на обидва вуха, їй можуть імплантувати кохлеарний імплантат хірургічним шляхом. Кохлеарні імплантати обходять більшу частину периферичної слухової системи, щоб забезпечити відчуття звуку через мікрофон і низку електронних пристроїв, які знаходяться на шкірі, як правило, за вухом. Зовнішні компоненти передають сигнал до масиву електродів, розміщених у вушній раковині, що, у свою чергу, стимулює кохлеарний нерв. У разі травми зовнішнього вуха особі може бути необхідний черепно-лицевий протез.
Томас Сервантес і його колеги з Массачусетської загальної лікарні створили штучне вухо з овечого хряща за допомогою 3D-принтера. Завдяки численним розрахункам і моделюванням їм вдалося сконструювати вухо, яке мало форму типового людського вуха. Воно було змодельоване пластичним хірургом, і дослідникам довелося кілька разів його коригувати, щоб штучне вухо могло мати криві лінії та обриси, як у людського вуха. Дослідники сказали, що «наразі технологія розробляється для клінічних досліджень, і тому ми розширили та переробили основні особливості каркаса, щоб вони відповідали розміру вуха дорослої людини та зберігали естетичний вигляд після імплантації». Їх розробка не була офіційно схвалена, але команда все ще розробляє проєкт. Щороку тисячі дітей народжуються з вродженою деформацією під назвою мікротія, при наявності якої вушна раковина не розвивається повністю. Це може стати великим кроком вперед у медичному та хірургічному лікуванні мікротії.

### Око
Станом на третє десятиліття ХХІ століття найбільш успішно замінює функції природнього ока штучне око, яке є зовнішньою мініатюрною цифровою камерою з дистанційним односпрямованим електронним інтерфейсом, імплантованим на сітківку ока, зоровий нерв або інші відповідні місця всередині мозку. Сучасний рівень техніки забезпечує лише часткову функціональність, зокрема розпізнавання рівнів яскравості, зразків кольорів та/або базових геометричних форм, що підтверджує потенціал концепції.
Низка дослідників продемонстрували, що сітківка виконує стратегічну попередню обробку зображення для мозку. Проблема створення повністю працездатного штучного електронного ока є ще більш складною. Очікується, що прогрес у розв'язанні складності штучного зв'язку із сітківкою, зоровим нервом або пов'язаними з ними ділянками мозку в поєднанні з постійним прогресом у інформатиці значно покращить продуктивність цієї технології.

### Серце

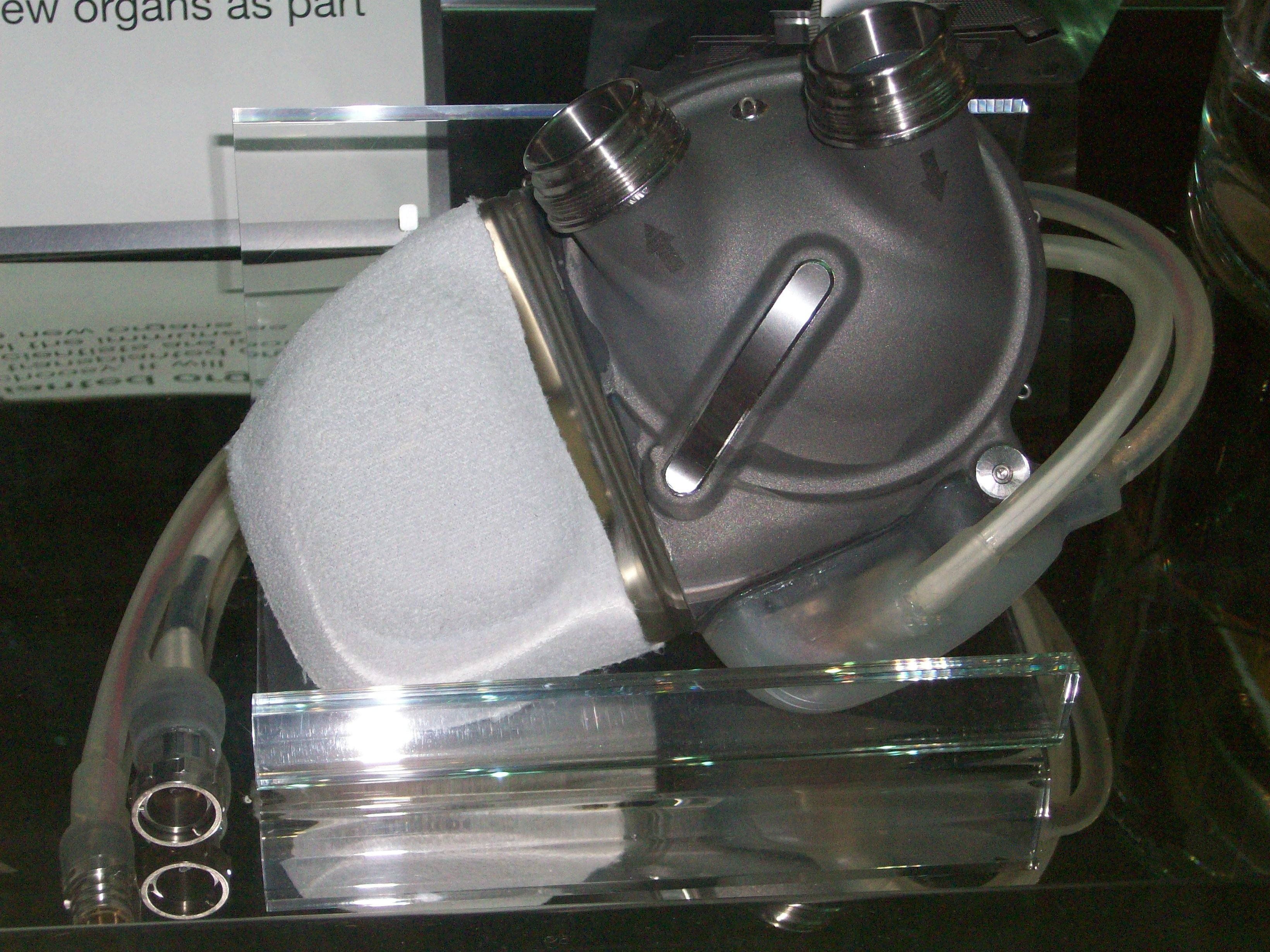
Штучне серце

Штучні органи, пов'язані з серцево-судинною системою, імплантують у випадках, коли серце, його клапани чи інша частина кровоносної системи мають незворотні ураження. Штучне серце зазвичай використовується для скорочення часу до трансплантації серця або для остаточної заміни серця, якщо трансплантація серця неможлива. Штучні кардіостимулятори є ще одним серцево-судинним пристроєм, який можна імплантувати для періодичного посилення (режим дефібрилятора), постійного посилення або повного обходу природного живого кардіостимулятора, якщо це необхідно. Іншою альтернативою є шлуночкові допоміжні пристрої, які діють як механічні пристрої для підтримання належного рівня кровообігу, які частково або повністю замінюють функцію ураженого серця без видалення самого серця.
Крім цього, також досліджуються серця, вирощені в лабораторії, і серця, надруковані на 3D-принтері. Натепер вчені обмежені у своїх можливостях вирощувати та друкувати серця через труднощі із злагодженим функціонуванням кровоносних судин та виготовлених у лабораторії тканин.

### Печінка
Компанія «HepaLife» розробляє біоштучний пристрій для печінки для лікування печінкової недостатності за допомогою стовбурових клітин. Штучна печінка призначена для того, щоб бути допоміжним засобом, який або дозволяє печінці відновлюватися у випадку значного порушення функції, або бере на себе забезпечення функції печінки пацієнта, поки не буде доступна трансплантація. Це стало можливим лише завдяки тому, що пристрій використовує реальні клітини печінки (гепатоцити), і навіть у цьому випадку він не є постійною заміною.
Дослідники з Японії виявили, що суміш клітин-попередників печінки людини (диференційованих від індукованих людиною плюрипотентних стовбурових клітин і 2 інших типів клітин може спонтанно утворювати тривимірні структури, які називаються «бруньками печінки».

### Легені
Штучна легеня є імплантованим пристроєм, який забезпечує насичення киснем крові та видалення діоксиду вуглецю з крові. Штучна легеня призначена для того, щоб узяти на себе деякі функції біологічних легень. Вона відрізняється від апарату штучного кровообігу тим, що вона є зовнішньою, і призначена для виконання функцій легень протягом тривалих періодів часу, а не тимчасово.
Для зняття значного навантаження з природної легеневої тканини та серця може використовуватися екстракорпоральна мембранна оксигенація. Під час проведення екстракорпоральної мембранної оксигенації пацієнту встановлюють один або кілька катетерів, і за допомогою насоса кров протікає через порожнисті мембранні волокна, які обмінюються з кров'ю киснем і вуглекислим газом. Подібно до екстракорпоральної мембранної оксигенації, екстракорпоральне видалення СО2 має подібні завдання, але в основному приносить користь пацієнту завдяки видаленню вуглекислого газу, а не оксигенації, з метою дозволити легеням відпочити та відновитися.

### Яєчники
Підґрунтя для розробки штучного яєчника було закладено на початку 1990-х років.
Пацієнтки репродуктивного віку, у яких діагностують рак, часто отримують хіміотерапію або променеву терапію, яка пошкоджує яйцеклітини, і призводить до ранньої менопаузи. Штучний яєчник людини був розроблений в Університеті Брауна із самоорганізовуваними мікротканинами, створеними за допомогою нової технології 3D-чашки Петрі. У дослідженні, фінансованому та проведеному Національним інститутом охорони здоров'я у 2017 році, вченим вдалося надрукувати 3D-яєчники, та імплантувати їх стерильним мишам. У майбутньому вчені сподіваються відтворити це на більших тваринах, а також на людях. Штучний яєчник буде використовуватися з метою дозрівання in vitro незрілих яйцеклітин, і розробки системи для вивчення впливу токсинів навколишнього середовища на фолікулогенез.

### Підшлункова залоза
Штучна підшлункова залоза використовується для заміни ендокринної функції здорової підшлункової залози для хворих цукровим діабетом та інших пацієнтів, які цього потребують. Її можна використовувати для покращення замісної інсулінотерапії, поки не буде досягнуто практично повного глікемічного контролю, що підтвердиться відсутністю появи гіперглікемії, а також може полегшити сприйняття терапії для інсулінозалежних хворих. Можливі підходи до застосування включають використання інсулінової помпи під контролем замкнутого циклу, розробку біоштучної підшлункової залози, що складається з біосумісного листа інкапсульованих бета-клітин, або використання генотерапії.

### Еритроцити
Штучні червоні кров'яні тільця (еритроцити) розробляються вже близько 60 років, але зацікавлення в них, коли виникла криза донорської крові, зараженої ВІЛ. Штучні еритроцити будуть на 100 % залежати від нанотехнологій. Працюючий штучний еритроцит повинен могти повністю замінити еритроцити людини, що означає, що він може виконувати всі функції, які виконує еритроцит людини. Перші штучні еритроцити, виготовлені Чангом і Познанським у 1968 році, були створені для транспортування кисню та вуглекислого газу, а також виконували функції антиоксиданту.
Вчені працюють над новим типом штучних еритроцитів, які мають 1/50 частину розміру еритроцитів людини. Вони виготовлені з очищених білків гемоглобіну людини, покритих синтетичним полімером. Завдяки спеціальним матеріалам штучних еритроцитів вони можуть захоплювати кисень, коли pH крові високий, і вивільняти кисень, коли pH крові низький. Полімерне покриття також утримує гемоглобін від реакції з оксидом азоту в крові, таким чином запобігаючи небезпечному звуженню кровоносних судин. Доктор медичних наук Аллан Доктор заявив, що штучні еритроцити може використовувати будь-яка людина з будь-якою групою крові, оскільки їх покриття є імунно нейтральним.

### Яєчка
У чоловіків, у яких були аномалії яєчок внаслідок вроджених вад або травми, з'явилась можливість замінити пошкоджене яєчко протезом яєчка. Хоча протез не відновлює біологічну репродуктивну функцію, було показано, що пристрій покращує психічне здоров'я цих пацієнтів.

### Тимус
Імплантату, який виконує функцію тимуса, не існує. Проте дослідники зуміли виростити тимус із перепрограмованих фібробластів. Вони висловили сподівання, що цей підхід може колись замінити або доповнити трансплантацію тимуса новонародженим.
Станом на 2017 рік дослідники з Каліфорнійського університету в Лос-Анджелесі розробили штучний тимус, який, хоча ще не був імплантований, здатний виконувати всі функції справжнього тимуса.
Штучний тимус має відігравати важливу роль в імунній системі, і він буде використовувати стовбурові клітини крові для виробництва більшої кількості Т-клітин, які, у свою чергу, допомагатимуть організму боротися з інфекціями. Зрештою, це дало б організму кращу здатність боротися з раковими клітинами. Коли люди старіють, їх тимус перестає нормально працювати, і штучний тимус також може бути потенційно життєздатним варіантом.
Ідея використання Т-клітин для боротьби з інфекціями існувала певний час, але донедавна була запропонована ідея використання джерела Т-клітин, штучного тимуса. Доктор Гей Крукс з Каліфорнійського університету в Лос-Анджелесі сказав: «Ми знаємо, що ключем до стабільного та безпечного постачання Т-клітин, що борються з раком, буде контроль процесу таким чином, щоб дезактивувати всі рецептори Т-клітин у трансплантованих клітинах, за винятком рецепторів, які борються з раком». Учений також виявив, що Т-клітини, вироблені штучним тимусом, містять різноманітні рецептори Т-клітин, і працювали подібно до Т-клітин, вироблених нормальним тимусом. Оскільки вони можуть працювати як людський тимус, штучний тимус може постачати постійну кількість Т-клітин в організм для пацієнтів, які потребують лікування.

### Трахея
Розробка штучної трахеї пройшла через період значного інтересу та очікування завдяки роботі Паоло Маккіаріні в Каролінському інституті та інших місцях з 2008 до приблизно 2014 року, з висвітленням на перших шпальтах у газетах і на телебаченні. У 2014 році його робота викликала занепокоєння, а до 2016 року його було звільнено, а керівництво Каролінського інституту було звільнено, включно з особами, причетними до присудження Нобелівської премії.
Станом на 2017 рік розробка трахеї — порожнистої трубки, вистеленої епітеліальними клітинами — виявилася більш складною, ніж вважалося спочатку; виклики включають важку клінічну ситуацію людей, які є кандидатами на транслантацію штучної трахеї, які, як правило, вже пройшли кілька процедур; створення імплантату, який може повністю розвинутися та інтегруватися з господарем, протистоячи силам дихання, а також обертальним і поздовжнім рухам, яких зазнає трахея.

### Удосконалення людини
Існує також можливість розробки і встановлення штучного органу, щоб дати його отримувачу здібності, які не є природними. Тривають дослідження в області зору, пам'яті та обробки інформації. Деякі сучасні дослідження зосереджені на відновленні короткочасної пам'яті у жертв аварій, та довготривалої пам'яті у хворих з деменцією.
Одним із успіхів у цій області було досягнуто, коли Кевін Ворвік провів серію експериментів, розширивши свою нервову систему через Інтернет, щоб керувати роботизованою рукою, та першим прямим електронним зв'язком між нервовими системами двох людей. Удосконалення людини також може включати існуючу практику імплантації підшкірних чіпів для ідентифікації та визначення місця розташування (наприклад, мітки RFID).

### Мікрочіпи
Орган на чипі — це пристрій, що містить порожнисті мікросудини, наповнені клітинами, що імітують тканину та/або органи як мікрофлюїдну систему, яка може надавати ключову інформацію про хімічні та електричні сигнали. Це відрізняється від альтернативного використання терміна «мікрочип», який стосується невеликих електронних чіпів, які зазвичай використовуються як ідентифікатори та можуть також містити транспондер. Ця інформація може створювати різноманітні доповнення, такі як створення «людських моделей in vitro» як для здорових, так і для хворих органів, вдосконалення ліків зі скринінгом токсичності, а також заміна дослідів на тваринах.
Використання методів 3D-культивування клітин дозволило вченим відтворити складний позаклітинний матрикс, ECM, виявлений in vivo, щоб імітувати реакцію людини на ліки та захворювання. Органи на чіпах використовуються для зниження частоти відхилень у розробці нових ліків; мікроінженерія також дозволяє моделювати мікросередовище як орган.